# Vieille-Toulouse
Vieille-Toulouse is een gemeente in het Franse departement Haute-Garonne (regio Occitanie). De plaats maakt deel uit van het arrondissement Toulouse. Vieille-Toulouse telde op 1 januari 2022 1.224 inwoners.

## Geografie
De oppervlakte van Vieille-Toulouse bedroeg op 1 januari 2022 5,53 vierkante kilometer; de bevolkingsdichtheid was toen 221,3 inwoners per km².

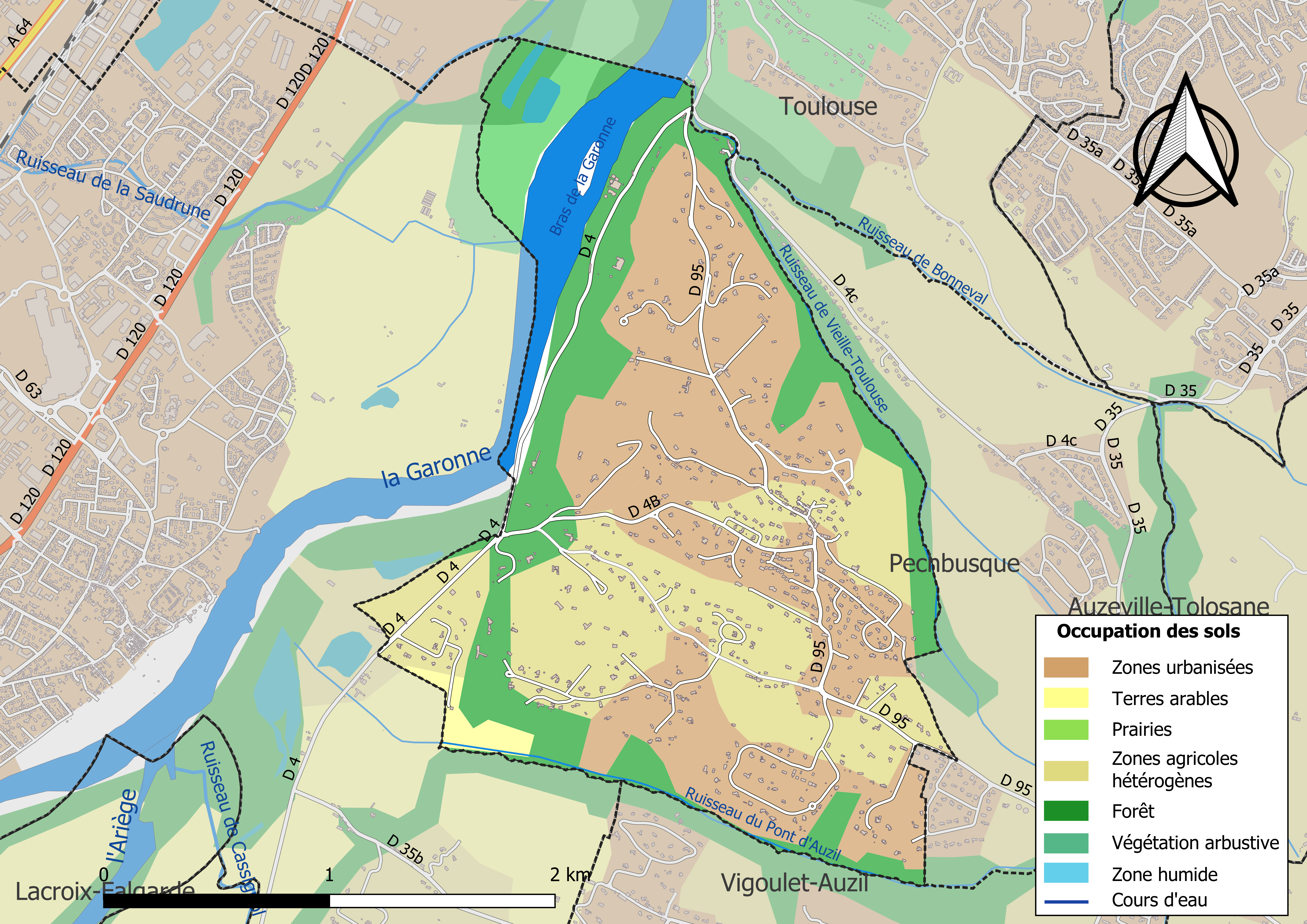
Kaart van de gemeente met belangrijkste infrastructuur, bodemgebruik en omliggende gemeenten

## Demografie
De figuur toont het verloop van het inwonertal (bron: INSEE-tellingen).